# Александер Рибак
Александер Игоревич Рибак (норв. Alexander Igoryevich Rybak; Александар Игаравич Рибак, блр. Аляксандр Ігаравіч Рыбак; Александар Игоревич Рибак, рус. Александр Игоревич Рыбак; Минск, 13. мај 1986) је виолиниста, певач, композитор и глумац из Норвешке. Рибак је као представник Норвешке победио на Песми Евровизије 2009. у Москви са кантауторском песмом Fairytale, поставивши тадашњи рекорд по броју освојених поена и данас важећи рекорд са највећом разликом у односу на другопласираног.
Исте године је био гост концерта у склопу церемоније доделе Нобелове награде за мир. Такође је још једном представљао Норвешку на Песми Евровизије 2018. године, а био је део ревијалног програма 2010, 2012. и 2016. Аутор је и извођач насловне теме другог дела анимираног филма Како да дресирате свог змаја, а у верзији синхронизованој за норвешко тржиште је позајмљивао глас главном лику у прва два дела филма.

## Биографија
Александер Рибак је рођен у некадашњем СССР (данас Белорусија). Када је Александру било четири године, његови родитељи се скупа са њим селе у Норвешку, где је Рибак и одрастао.
Свирао је на инструментима од узраста од пет година, а данас уме да свира на виолини и донекле на клавиру. Рибакови родитељи су Наталија Валентиновна Рибак (Наталля Валянцінаўна Рыбак), позната пијанисткиња, и Игор Александрович Рибак (Ігар Аляксандравіч Рыбак), познати виолиниста у Норвешкој. Како је Рибак сам изјавио, Одувек сам желео да забављам и то је некако и мој позив.
Освојио је престижну Културну награду Андерс Јарес 2004. године. Учествовао је у норвешком издању серијала „Идол“, где је стигао до полуфинала, а 2006. године је победио у такмичењу талената „Велика шанса“ (норв. Kjempesjansen) на Норвешкој радио-телевизији са својом песмом Foolin'.
Рибак је сарађивао са музичарима као што су водећи вокал састава а-ха Мортен Харкет и виолиниста Арве Телефсен.
Играо је виолинисту у мјузиклу „Виолиниста на крову“ у продукцији Осло Није театра и за ову улогу добио Хедаприсен, најпрестижнију награду норвешке позоришне уметности. Игра Левија у филму „Јохан“ режисерке Грете Саломонсен.

### Песма Евровизије 2009.
Рибак је победио у финалу Мелоди гран прија 2009, норвешког националног избора за представника на Песми Евровизије 2009. у Москви, са песмом Fairytale („Бајка“) у норвешком фолк стилу, за коју је сам аутор композиције и текста. Извођење песме су пратила три играча из трупе за модерне народне игре Фрикар.
Песма Fairytale је прва песма у историји норвешког Мелоди гран прија која је доспела на врх норвешких лествица већ пре националног финала. Победила је са укупно 747.888 гласова (према 121.856 са другопласирану песму), што је најубедљивија победа у историји норвешког Мелоди гран прија. Посетиоци водећег независног евровизијског портала esctoday.com су у гласању пред национално финале такође изабрали Рибака са 63,5% гласова. Кит Милс са All Kinds Of Everything је пред норвешки избор коментарисао да је заправо у питању „такмичење преосталих седам песама за дубиозну част другог места“.
На Песми Евровизије 2009. је победио са 387 поена, 169 више од другопласиране песме са Исланда. Ово је био највећи број поена и највећа разлика у односу на другопласирану песму у дотадашњој историји Песме Евровизије.